# Egon Steuer

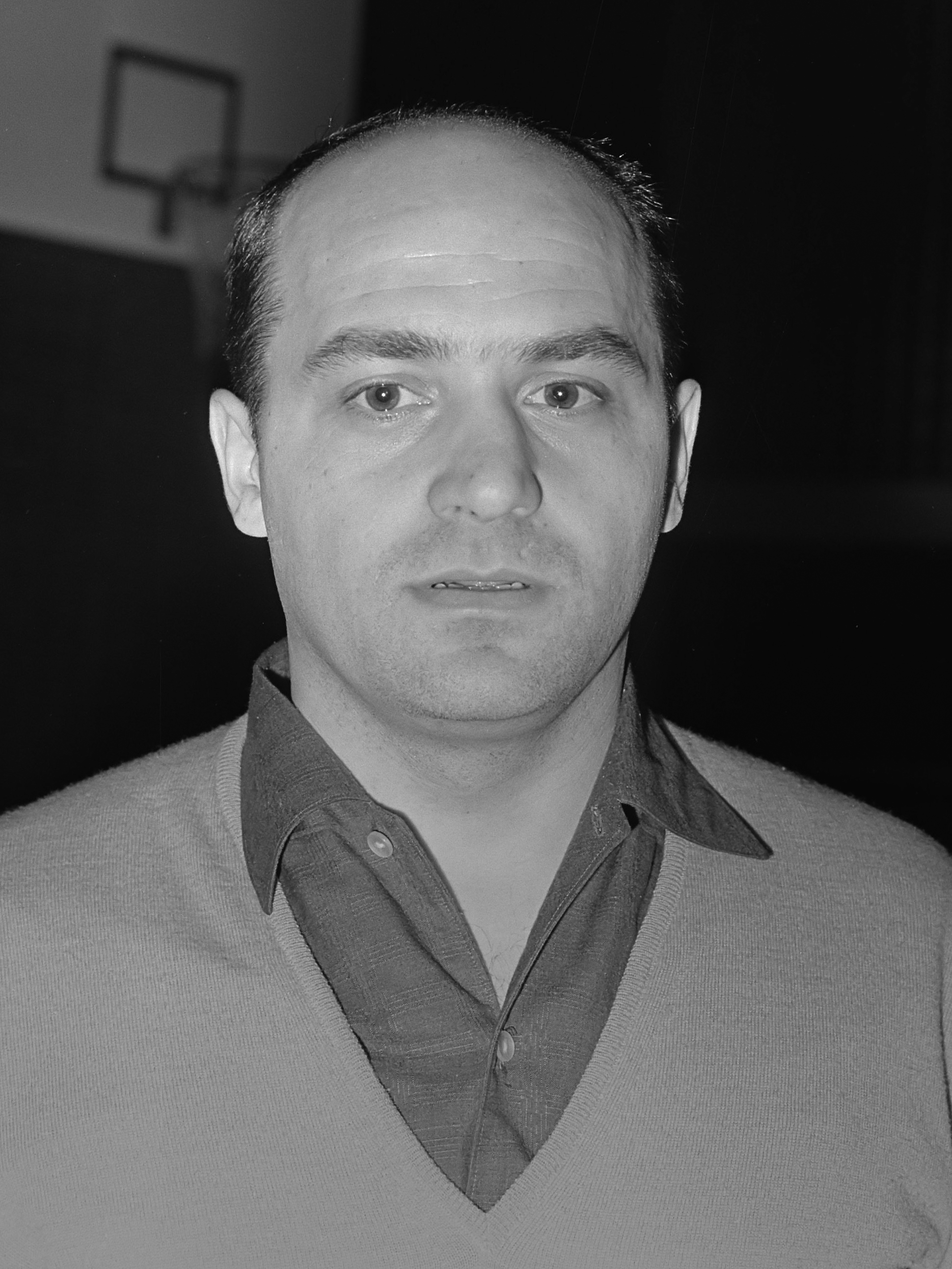
Egon Steuer (1969)

Egon Steuer (Košice, Tsjecho-Slowakije (nu Slowakije), 23 november 1935) is een voormalig basketbalspeler in de hoogste divisie van zijn geboorteland, waar hij voor Sparta Praag, Slovan Bratislava en het nationaal basketbalteam van Tsjecho-Slowakije speelde. Na zijn spelerscarrière werd hij basketbalcoach, gevolgd door carrières in de architectuur en volkshuisvesting.

## Carrière als coach
In 1966 werd Steuer bondscoach van het Nederlands basketbalteam, waar hij tot 1970 aanbleef. Hierna werd hij hoofdcoach bij het Franse Olympique Antibes. Met dat team won hij twee kampioenschappen. Tijdens zijn verblijf in Frankrijk ontmoette hij zijn Nederlandse vrouw Yvonne Steuer-Walthausen. Samen met zijn vrouw keerde Steuer in 1973 terug naar Nederland waar hij achtereenvolgens Haarlem en Delta Lloyd Amsterdam coachte. Ook was hij de vervanger van Ton Boot bij enkele Europese uitwedstrijden van Den Bosch.

## Leven na het basketbal
Toen Steuer in 1981 stopte met basketbal, richtte hij zich op zijn andere carrière: architectuur. Hij werkte vier jaar als architect en was mede-ontwerper van het nieuwe hoofdkwartier van Philips in Eindhoven. Daarna werd hij directeur van de Amsterdamse woningbouwcorporatie Olympus. Onder zijn leiding groeide het aantal woningen van die vereniging van enkele duizenden tot bijna veertigduizend toen hij in 2001 met pensioen ging. Na zijn pensionering was Steuer actief als adviseur voor Bouwfonds, een onderdeel van ABN Amro. Steuer is daar verantwoordelijk voor de ontwikkeling in Oost-Europa.